# Lisec (gmina Trebnje)
Lisec – wieś w Słowenii, w gminie Trebnje. W 2018 roku liczyła 71 mieszkańców.